# Lourival Açucena
Joaquim Eduvirges de Mello Açucena, ou Lourival Açucena ou Lorênio (Natal, 17 de Outubro de 1827 – Natal, 28 de Março de 1907) foi o primeiro poeta do Rio Grande do Norte.
Sua poesia era ligada ao Romantismo, mas tinha forte relação tardia com o Arcadismo.

## Vida
Teve uma vida agitada e participava ativamente dos serões boêmios de Natal.
Para visitar sua amada, chegava a atravessar o Rio Potengi a nado e ainda andar algumas léguas até o município de São Gonçalo do Amarante, onde ela morava.
Ficou preso por dois meses no Forte dos Reis Magos, acusado de desfalque.
Figura emblemática em Natal, Lourival Açucena foi funcionário público, juiz de paz, delegado de polícia, oficial de gabinete do Presidente da Província, seresteiro, ator e poeta.
Como cantor, alcançou fama nos festejos religiosos, e chegou a se apresentar em Pernambuco, recebendo aplausos.
Em 1853, representou o Capitão Lourival na peça O Desertor Francês, e sua performance rendeu-lhe o apelido que carregaria por cinquenta anos.
Escreveu para quase todos os jornais da cidade, mas não chegou a publicar livro algum em vida.
Lourival casou-se por três vezes e teve 32 filhos.

### Morte e homenagens póstumas
Logo após sua morte, seus amigos fizeram um primeiro esforço de reunião de todos os seus poemas, e publicaram a Poliantéia.
Mas foi Câmara Cascudo, com a colaboração do filho do poeta, que produziu a antologia mais completa, chamada Versos, e publicada no ano do centenário de Açucena, em 1927. O poeta e escritor Henrique Castriciano dedica-lhe um conjunto de crônicas em 1907, definindo Lorival como um poeta símbolo de uma época anterior a Proclamação da República. 

Em sua homenagem, Ferreira Itajubá escreveu o poema No Campo Santo:
| “ | Morreste e não soubeste, ó grande veterano, Que, quando por Natal, a rosa todo ano Floresce alegremente, entre as demais roseiras, O prado embalsamando, ao lado das primeiras, esta alma não rebenta em rosas de ilusão Como quando cantaste ao som do violão. | ” |